# Paddeschoothof
Het Paddeschoothof is een omwalde hofstede in het Belgische Sint-Niklaas. Huis met bijgebouwen is gelegen aan de Paddeschootdreef. De heer van Paddeschoot resideerde er, zijn feodaal hof was er gevestigd.  

## Geschiedenis
Het Paddeschoothof was de zetel van de gelijknamige heerlijkheid. Meer dan 500 jaar is de heerlijkheid in bezit geweest van een aantal oude Wase geslachten. Tot in de 17e eeuw was het hof en de heerlijkheid in eigendom van de adelijke familie De Hertoghe: Jan de Hertoghe, heer van Paddeschoot; was raadsheer van Filips van Bourgondië in 1440.
De omwalde hofstede zou zijn gebouwd in 1626 op vraag van jonkvrouw Gertrudis Roelant, weduwe van Karel de Hertoghe, heer van Belleghem en Paddeschoot. 
Haar zoon jonkheer Karel Filips de Hertoghe, heer van Paddeschoot, Belleghem en Puyvelde, liet beide heerlijkheden aan zijn dochter, jonkvrouw Antonia Clara de Hertoghe. Haar echtgenoot ridder Jacob de Castro y Toledo, heer van Berlare en Baereldoncq verkocht de heerlijkheid in 1680 aan de adelijke familie van Turnhout, deze liet toen het wapenschild boven de ingangspoort aanpassen.
In de 19de eeuw kwam het in eigendom van heer Pieter Antoon Boëyé, hoogschepen en vader van Emmanuel Boëyé. Vervolgens ging in erfenis over naar diens schoonzoon industrieel en politicus Joseph Felix Van Naemen, gehuwd met Maria Josepha Boëyé. Daarna is het domein meer dan 100 jaar in handen geweest van de adelijke familie Nobels van het metaalbedrijf Nobels-Peelman.
Voor het kasteel staat een Onze-Lieve-Vrouwebeeld, gehouwen door Werner Heyndrickx.

## Architectuur
Het kasteel, gebouwd in Vlaamse renaissancestijl, is uitgevoerd in rode baksteen. Aan de straatkant is het domein omgeven door een bakstenen muur met een korfboogpoort uit witte zandsteen. In de 17de eeuw was de boog versierd met de spreuk "Trahit Sva Qvamqve Volvptas".

## Voormalige molen
Het Paddeschoothof bezat tussen 1236 en 1834 een watermolen aan de toenmalige Puyenbeek (nu Molenbeek). Het was een onderslagmolen die oorspronkelijk werd gebruikt om graan te malen. Later was hij in gebruik als moutmolen, snuifmolen en volmolen.